# Jakobsgatan

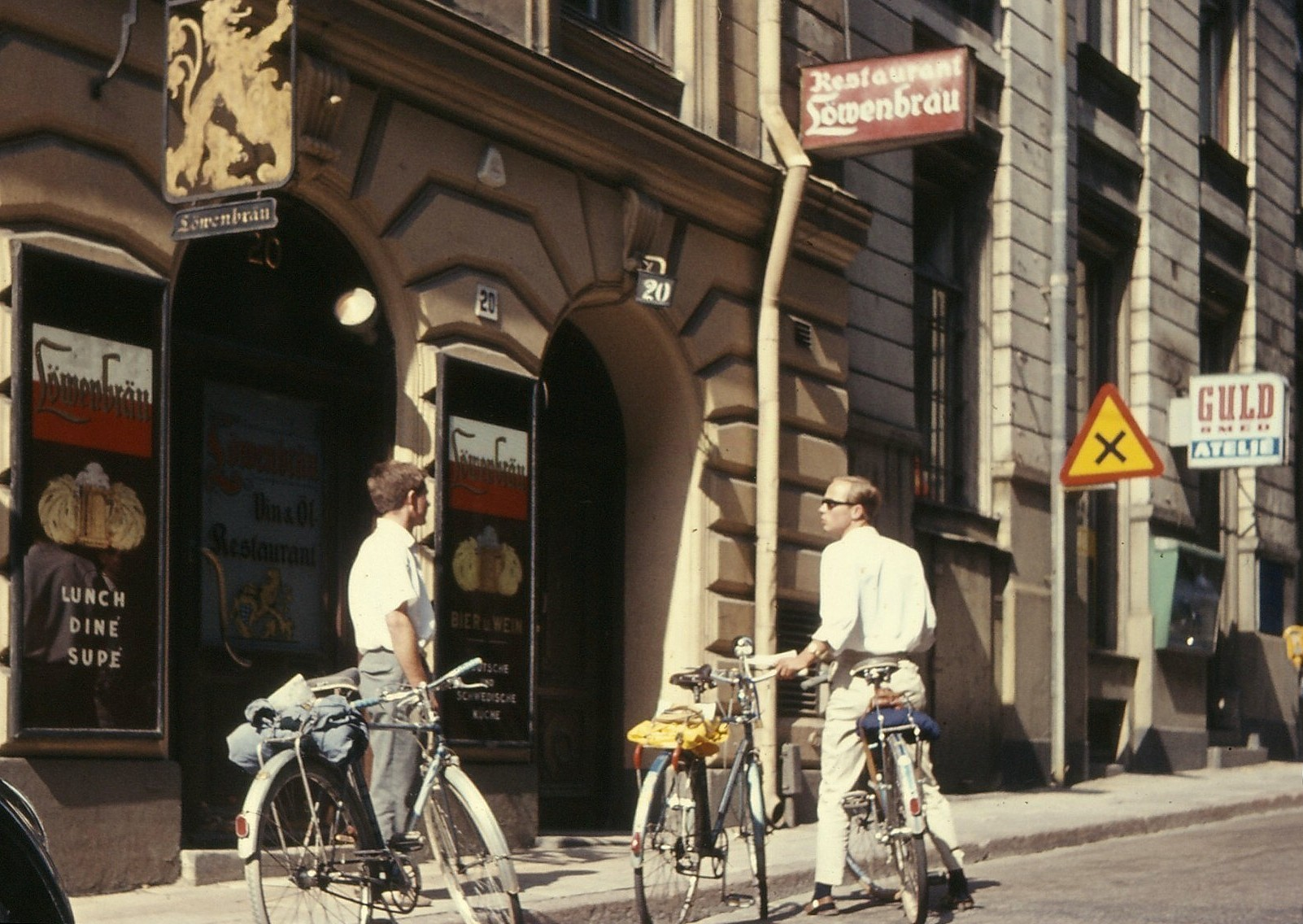
Jakobsgatan 20, Löwenbräu, juli 1963.

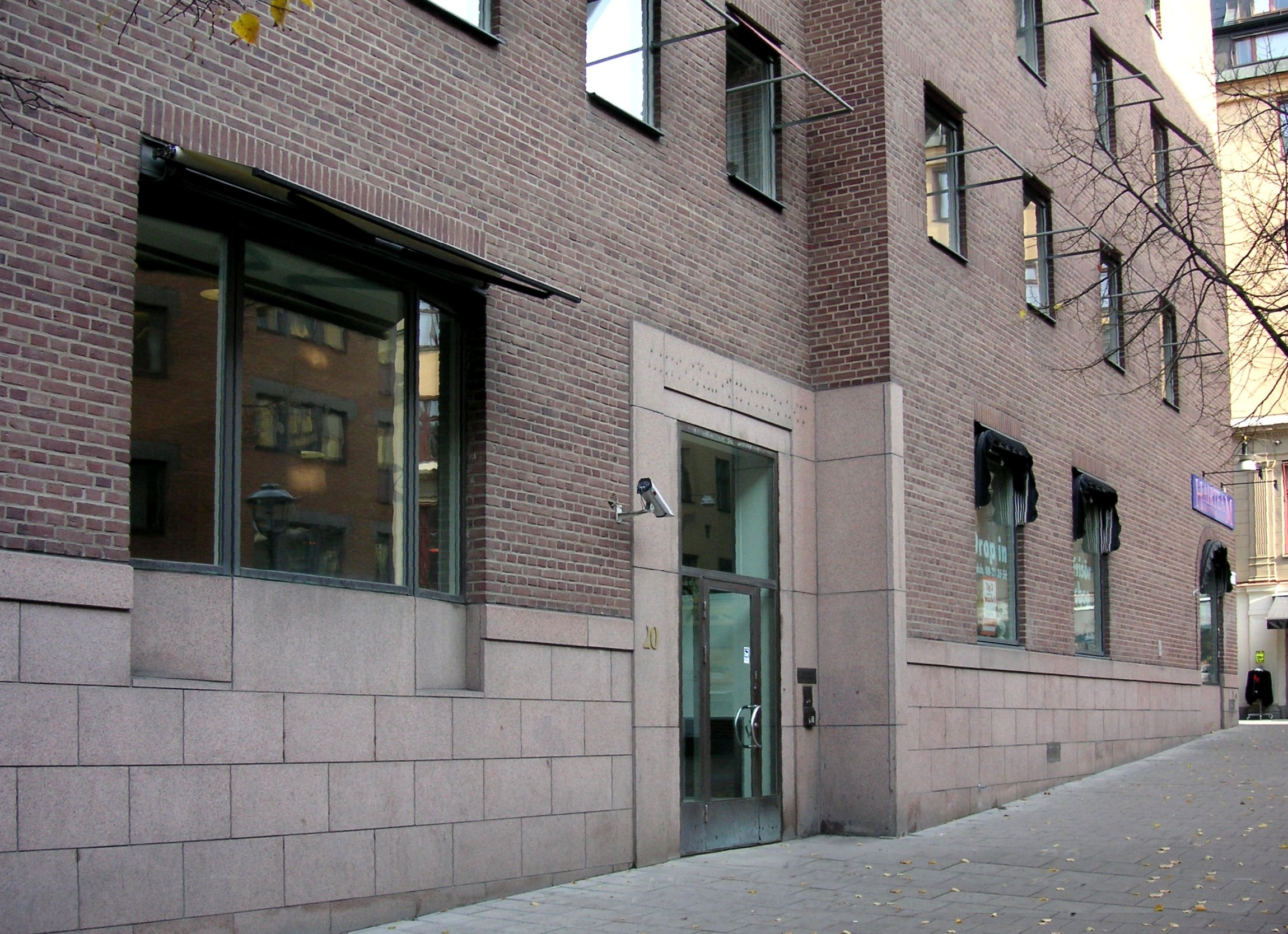
Jakobsgatan 20, år 2007 (samma plats som ovan).

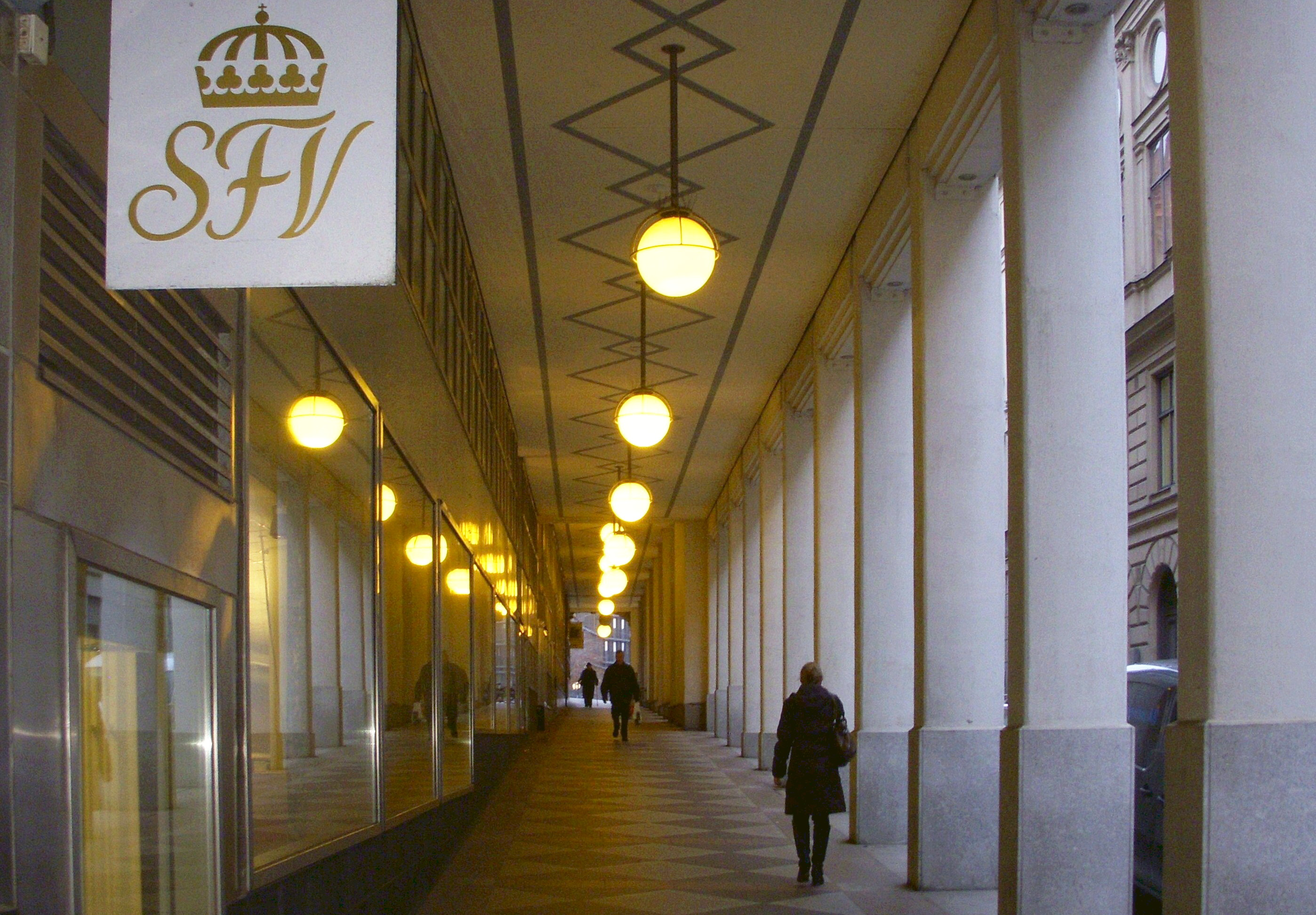
Arkadgången Jakobsgatan 16-18.

Jakobsgatan  är en gata i stadsdelen Norrmalm i centrala  Stockholm. Gatan, som är cirka 400 meter lång, sträcker sig från Västra Trädgårdsgatan och Jakobs torg vid Sankt Jacobs kyrka fram till Tegelbacken
På Jakobsgatan finns bland annat nöjeslokalen Hamburger Börs (nummer 6), Försvarsdepartementet (nummer 9), Näringsdepartementets hus, Arbetsmarknadsdepartementet (nummer 26) och Centralpalatset.

## Etymologi
Gatan har sitt namn från Sankt Jacobs kyrka som färdigställdes 1643, samma år omtalades  “Sanct Jacobs grendh” och 1646 “S. Jacophs gatan” och “S. Jacophs kyrk gata”. Senare namn var “S’ Jacobi wäst kyrk gr” (1733) och  “St. Jacobi Kyrio-Gatan” (1740). Sitt nuvarande namn fick Jakobsgatan vid stora namnrevisionen 1885, innan dess hette den västra delen (väster om Malmtorgsgatan) Nya Kungsholmsbrogatan, medan den östra delen hette Jacobs Kyrkogata.

## Historik
Svenska Läkaresällskapet flyttade 1821 in i hovkirurgen J L Wenners hus i kvarteret Johannes större på Jakobsgatan. En omfattande ombyggnad gjordes 1878 efter ritningar av Carl Curman. 1907 såldes huset till Svenska Teknologföreningen, varefter sällskapet flyttade in i det nya Svenska Läkaresällskapets hus på Klara östra kyrkogata.
Historiskt fanns här även Centralpostkontoret invid Rödbodtorget.
Jacobsgatan västra del förändrades helt under 1960-talet genom Norrmalmsregleringen. Under en period på 1970-talet fanns på Jakobsgatan 18 den makrobiotiska restaurangen Fröet som kännetecknades av en mycket rustik inredning med långbord. Den anrika Restaurant Löwenbräu på Jakobsgatan 20 flyttade till Fridhemsplan 29 på Kungsholmen och bildbyrån Pressens Bild på Jakobsgatan 22, flyttade till Klara Västra Kyrkogata 12-10.